# Síndrome de megacolon de Goldberg- Shprintzen
En medicina, se conoce con el nombre de síndrome de megacolon de Goldberg-Shprintzen a una rara enfermedad causada por una mutación en el gen KIAA1279, situado en el cromosoma 10 humano (10q21.3-q22.1), es hereditaria según un patrón autosómico recesivo. Los pacientes afectados presentan malformaciones múltiples en diferentes órganos, los síntomas principales son: megacolon agangliónico, cabeza de pequeño tamaño (microcefalia), ojos separados (hipertelorismo), baja estatura, labio leporino, cierto grado de retraso mental y en ocasiones epilepsia. Se estima que se presenta con una frecuencia inferior a un caso por cada millón de nacimientos. No debe confundirse esta entidad con el síndrome de Shprintzen-Goldberg que es una enfermedad diferente que también cursa con malformaciones en varios órganos, incluyendo entre sus síntomas craneosinostosis, aracnodactilia y hernias abdominales.